# H. Bruce Humberstone
H. Bruce Humberstone (Buffalo, 18 novembre 1901 – Los Angeles, 11 ottobre 1984) è stato un regista statunitense.

## Biografia
Attore in gioventù, divenne collaboratore di registi come King Vidor e Edmund Goulding e iniziò poi a dirigere da solo. Fu autore di numerose pellicole mute e passò poi al sonoro al momento del suo avvento. Senza uno stile particolarmente personale che gli permise di destreggiarsi fra numerosi generi, negli anni della guerra fu autore di alcune pellicole di propaganda bellica, del resto molto comuni. All'inizio della carriera diresse almeno sette film di Charlie Chan e verso la fine almeno due della serie di Tarzan. Fra la fine degli anni '50 e l'inizio del decennio successivo iniziò a lavorare per la televisione ritirandosi definitivamente nel 1966. 
Morì di polmonite nel 1984.

## Filmografia parziale

### Regista
- Se avessi un milione (If I Had a Million), episodio "The Forger" (1932)
- The Crooked Circle (1932)
- La freccia avvelenata (Charlie Chan at the Race Track) (1936)
- Il pugnale scomparso (Charlie Chan at the Opera) (1936)
- Charlie Chan alle Olimpiadi (Charlie Chan at the Olympics) (1937)
- Charlie Chan a Honolulu (Charlie Chan in Honolulu) (1938)
- Serenata a Vallechiara (Sun Valley Serenade) (1941)
- Situazione pericolosa (I Wake Up Screaming) (1941)
- Tall, Dark and Handsome (1941)
- Tra le nevi sarò tua (Iceland) (1942)
- Verso le coste di Tripoli (To the Shores of Tripoli) (1942)
- La fidanzata di tutti (Pin Up Girl) (1944)
- Gli ammutinati di Sing Sing (Within These Walls) (1945)
- L'uomo meraviglia (Wonder Man) (1945)
- La peccatrice dei mari del Sud (South Sea Sinner) (1950)
- Il collegio si diverte (She's Working Her Way Through College) (1952)
- I cavalieri di Allah (Desert Song) (1953)
- La maschera di porpora (The Purple Mask) (1955)
- Tarzan e il safari perduto (Tarzan and the Lost Safari) (1957)
- Tarzan and the Trappers, co-regia di Charles F. Haas, Sandy Howard - tv movie, non accreditato (1958)
- Tarzan e lo stregone (Tarzan's Fight for Life) (1959)

### Aiuto regia
- The Devil Dancer, regia di Fred Niblo (1927)
- Vigilia d'amore (Two Lovers), regia di Fred Niblo  (1928)
- La donna contesa (The Woman Disputed), regia di Henry King e Sam Taylor (1928)
- L'isola del diavolo (Condemned), regia di Wesley Ruggles (1929)
- Coquette, regia di Sam Taylor  (1929)
- La bisbetica domata (The Taming of the Shrew), regia di Sam Taylor  (1929)
- Raffles, regia di George Fitzmaurice e, non accreditato, Harry d'Abbadie d'Arrast (1930)